# Ronde van Italië 2025/Dertiende etappe
De dertiende etappe van de Ronde van Italië 2025 vond plaats op 23 mei. De Deen Mads Pedersen won zijn vierde rit van de Giro, voor Wout van Aert en klassementsleider Isaac del Toro.

## Parcours
De etappe startte in Rovigo. Onderweg waren twee tussensprints in Noventa Vicentina en San Bonifacio en een Red Bull kilometer in Arcugnano. Daarnaast lagen er vier beklimmingen van de vierde categorie op het parcours, waaronder (tweemaal) de finishstraat naar Monte Berico in Vicenza.

## Koersverloop
Dit overzicht is mogelijk incompleet; u kunt helpen door het uit te breiden.

## Uitslagen
| Rovigo – Vicenza (180 km) |                 |                            |          |
| Plaats                    | Naam            | Ploeg                      | tijd     |
| Winnaar                   | Mads Pedersen   | Lidl-Trek                  | 3u50'24" |
| 2                         | Wout van Aert   | Visma \| Lease a Bike      | z.t.     |
| 3                         | Isaac del Toro  | UAE Team Emirates-XRG      | + 2"     |
| 4                         | Rémy Rochas     | Groupama-FDJ               | + 5"     |
| 5                         | Dorian Godon    | Decathlon AG2R La Mondiale | z.t.     |
| 6                         | Primož Roglič   | Red Bull-BORA-hansgrohe    | z.t.     |
| 7                         | Antonio Tiberi  | Bahrain Victorious         | z.t.     |
| 8                         | Derek Gee       | Israel-Premier Tech        | z.t.     |
| 9                         | Orluis Aular    | Movistar                   | z.t.     |
| 10                        | Egan Bernal     | INEOS Grenadiers           | z.t.     |
|                           |                 |                            |          |
| 37                        | Thymen Arensman | INEOS Grenadiers           | + 18"    |

| Algemeen klassement |                 |                         |            |
| Plaats              | Naam            | Ploeg                   | Tijd       |
| Roze trui           | Isaac del Toro  | UAE Team Emirates-XRG   | 46u32'59"  |
| 2                   | Juan Ayuso      | UAE Team Emirates-XRG   | + 38"      |
| 3                   | Antonio Tiberi  | Bahrain Victorious      | + 1'18"    |
| 4                   | Simon Yates     | Visma \| Lease a Bike   | + 1'20"    |
| 5                   | Primož Roglič   | Red Bull-BORA-hansgrohe | + 1'35"    |
| 6                   | Richard Carapaz | EF Education-EasyPost   | + 2'07"    |
| 7                   | Giulio Ciccone  | Lidl-Trek               | + 2'20"    |
| 8                   | Brandon McNulty | UAE Team Emirates-XRG   | + 2'40"    |
| 9                   | Egan Bernal     | INEOS Grenadiers        | + 2'50"    |
| 10                  | Derek Gee       | Israel-Premier Tech     | + 2'54"    |
|                     |                 |                         |            |
| 13                  | Thymen Arensman | INEOS Grenadiers        | + 2'57"    |
| 75                  | Quinten Hermans | Alpecin-Deceuninck      | + 1u08'59" |

1e etappe ·
2e etappe ·
3e etappe ·
4e etappe ·
5e etappe ·
6e etappe ·
7e etappe ·
8e etappe ·
9e etappe ·
10e etappe ·
11e etappe ·
12e etappe ·
13e etappe ·
14e etappe ·
15e etappe ·
16e etappe ·
17e etappe ·
18e etappe ·
19e etappe ·
20e etappe ·
21e etappe
Startlijst · Eindstanden · Afbeeldingen